# WTA Lyon Open 2020
WTA Lyon Open 2020, oficiálně Open 6ème Sens — Métropole de Lyon 2020, byl tenisový turnaj pořádaný jako součást ženského okruhu WTA Tour, který se odehrával na dvorcích s tvrdým povrchem v aréně Palais des Sports de Gerland. Probíhal mezi 2. až 8. březnem 2020 v francouzském Lyonu jako premiérový ročník turnaje. 
Událost s rozpočtem 275 000 dolarů patřila do kategorie WTA International. Nejvýše nasazenou hráčkou ve dvouhře se stala pátá žena klasifikace Sofia Keninová. Jako poslední přímá účastnice do dvouhry nastoupila 158. hráčka žebříčku, Francouzka Océane Dodinová.
Pátý singlový titul na okruhu WTA Tour získala Američanka Sofia Keninová, která se poprvé posunula na 4. místo žebříčku WTA. Deblovou soutěž ovládla rumunsko-německá dvojice Laura Ioana Paarová a  Julia Wachaczyková, pro jejíž členky to bylo premiérové finále na túře WTA.

## Distribuce bodů a finančních odměn

### Distribuce bodů
| Soutěž  | vítězky | finalistky | semifinalistky | čtvrtfinalistky | 16 v kole | 32 v kole | Q  | Q2 | Q1 |
| ------- | ------- | ---------- | -------------- | --------------- | --------- | --------- | -- | -- | -- |
| dvouhra | 280     | 180        | 110            | 60              | 30        | 1         | 18 | 12 | 1  |
| čtyřhra | 280     | 180        | 110            | 60              | 1         | —         | —  | —  | —  |

### Finanční odměny
| dvouhra                               | 34 677 € | 17 258 € | 9 355 € | 5 060 € | 2 903 € | 1 855 € | 1 359 € | 887 € |
| čtyřhra                               | 10 952 € | 5 806 €  | 3 226 € | 1 855 € | 1 226 € | —       | —       | —     |
| částky ve čtyřhře jsou uváděny na pár |          |          |         |         |         |         |         |       |

## Ženská dvouhra

### Nasazení
| Stát                          | Hráčka                 | WTA | Nasazení |
| ----------------------------- | ---------------------- | --- | -------- |
| USA                           | Sofia Keninová         | 5.  | 1.       |
| Francie                       | Kristina Mladenovicová | 39. | 2.       |
| Francie                       | Caroline Garciaová     | 47. | 3.       |
| Francie                       | Alizé Cornetová        | 58. | 4.       |
| Belgie                        | Alison Van Uytvancková | 62. | 5.       |
| Švýcarsko                     | Jil Teichmannová       | 66. | 6.       |
| Rusko                         | Darja Kasatkinová      | 73. | 7.       |
| Slovensko                     | Viktória Kužmová       | 85. | 8.       |
| Žebříček WTA k 24. únoru 2020 |                        |     |          |

### Jiné formy účasti
Následující hráčky obdržely divokou kartu do hlavní soutěže:
- Clara Burelová
- Darja Kasatkinová
- Chloé Paquetová

Následující hráčka nastoupila do hlavní soutěže pod žebříčkovou ochranou:
- Věra Lapková

Následující hráčky si zajistily postup do hlavní soutěže v kvalifikaci:
- Irina Baraová
- Jaqueline Cristianová
- Magdalena Fręchová
- Anastasija Komardinová
- Marta Kosťuková
- Antonia Lottnerová

Následující hráčka postoupila z kvalifikace jako tzv. šťastná poražená:
- Lesley Pattinama Kerkhoveová

### Odhlášení
před zahájením turnaje
- Jekatěrina Alexandrovová → nahradila ji  Anna-Lena Friedsamová
- Paula Badosová → nahradila ji  Lesley Pattinama Kerkhoveová
- Margarita Gasparjanová → nahradila ji  Pauline Parmentierová
- Barbora Krejčíková → nahradila ji  Mandy Minellaová
- Anastasija Pavljučenkovová → nahradila ji  Viktorija Tomovová
- Kristýna Plíšková → nahradila ji  Tereza Martincová

v průběhu turnaje
- Jil Teichmannová (poranění pravého hlezna)

## Ženská čtyřhra

### Nasazení
| Stát                                                                      | Hráčka                | Stát        | Hráčka                | WTA  | Nasazení |
| ------------------------------------------------------------------------- | --------------------- | ----------- | --------------------- | ---- | -------- |
| Německo                                                                   | Anna-Lena Friedsamová | Lucembursko | Mandy Minellaová      | 141. | 1.       |
| Srbsko                                                                    | Aleksandra Krunićová  | Slovinsko   | Katarina Srebotniková | 143. | 2.       |
| Gruzie                                                                    | Oxana Kalašnikovová   | Rusko       | Valeria Savinychová   | 181. | 3.       |
| Rumunsko                                                                  | Andreea Mituová       | Rumunsko    | Ioana Raluca Olaruová | 211. | 4.       |
| Žebříček WTA k 24. únoru 2020; číslo je součtem umístění obou členek páru |                       |             |                       |      |          |

### Jiné formy účasti
Následující páry získaly do soutěže divokou kartu:
- Estelle Cascinová /  Elsa Jacquemotová
- Chloé Paquetová /  Pauline Parmentierová

## Přehled finále

### Ženská dvouhra
- Sofia Keninová vs.  Anna-Lena Friedsamová, 6–2, 4–6, 6–4

### Ženská čtyřhra
- Laura Ioana Paarová /  Julia Wachaczyková vs.  Lesley Pattinama Kerkhoveová /  Bibiane Schoofsová, 7–5, 6–4